# Comuna de Dąbrówka
Dąbrówka (polaco: Gmina Dąbrówka) é uma gminy (comuna) na Polónia, na voivodia de Mazóvia e no condado de Wołomiński. A sede do condado é a cidade de Dąbrówka.
De acordo com os censos de 2004, a comuna tem 6843 habitantes, com uma densidade 62,8 hab/km².

## Área
Estende-se por uma área de 109,05 km², incluindo:
- área agricola: 71%
- área florestal: 20%

## Demografia
Dados de 30 de Junho 2004:
|                      | Total   | Total | Mulheres | Mulheres | Homens  | Homens |
| -------------------- | ------- | ----- | -------- | -------- | ------- | ------ |
|                      | pessoas | %     | pessoas  | %        | pessoas | %      |
| População            | 6843    | 100   | 3401     | 49,7     | 3442    | 50,3   |
| Densidade (pop./km²) | 62,8    | 100   | 31,2     | 31,2     | 31,6    | 31,6   |

De acordo com dados de 2002, o rendimento médio per capita ascendia a 1523,83 zł.

## Subdivisões
- Chajęty, Chruściele, Cisie, Czarnów, Dręszew, Działy Czarnowskie, Dąbrówka, Guzowatka, Józefów, Karolew, Karpin, Kowalicha, Kołaków, Kuligów, Lasków, Ludwinów, Marianów, Małopole, Ostrówek, Sokołówek, Stanisławów, Stasiopole, Teodorów, Trojany, Wszebory, Zaścienie, Ślężany.

## Comunas vizinhas
- Klembów, Radzymin, Somianka, Tłuszcz, Zabrodzie